# 제이에이치페리
제이에이치페리는 해운 그룹사인 대아고속해운의 계열사로 전남 장흥-제주 성산간 오렌지호를 운항하는 해운회사다. 법인명 장흥해운에서 현재는 제이에이치 페리로 법인명이 변경되었으며, 동일한 회사이다. 전남 장흥-제주 성산 노선 'New 오렌지호' 인천-백령도 노선 '하모니플라워호'를 운항중인 해운회사이다. 

## 같이 보기
- 노력항
- 오렌지호
- 대아고속해운